# 木山 (新潟市)
木山（きやま）は、新潟県新潟市西区の町字。郵便番号は950-2253。

## 概要
1961年（昭和36年）から現在の大字。角田山の北東、佐潟、御手洗潟の北東に位置する。
もとは江戸時代から1889年（明治22年）まであった木戸新田、及び1889年（明治22年）から1961年（昭和36年）まであった赤塚村大字木戸の区域の一部。1961年（昭和36年）に新潟市に合併する際に石山地区にある同名の大字があることから、旧自治体名にちなんで木山に改称した。

### 隣接する町字
北から東回り順に、以下の町字と隣接する。
- 四ツ郷屋
- 谷内
- 赤塚
- 東山
- 神山

## 歴史
開発年代は不明。1649年（慶安2年）の検地帳に村名が残る。1703年（元禄16年）に幕府領となる。

### 年表
- 1889年（明治22年）4月1日 : 合併により木山村の大字となる。
- 1901年（明治34年）11月1日 : 合併により赤塚村の大字となる。
- 1961年（昭和36年）6月1日 : 合併により新潟市の大字となるとともに、大字木戸から大字木山に改称。
- 2007年（平成19年）4月1日 : 新潟市の政令指定都市移行により、西区の大字となる。

## 世帯数と人口
2018年（平成30年）1月31日現在の世帯数と人口は以下の通りである。
| 大字 | 世帯数  | 人口  |
| ---- | ------- | ----- |
| 木山 | 118世帯 | 368人 |

## 小・中学校の学区
市立小・中学校に通う場合、学区は以下の通りとなる。
| 番地 | 小学校             | 中学校             |
| ---- | ------------------ | ------------------ |
| 全域 | 新潟市立木山小学校 | 新潟市立赤塚中学校 |

## 交通

### 道路
- 新潟県道2号新潟寺泊線
- 新潟県道168号越後赤塚停車場四ッ郷屋線